# Sheykh Beshārat
Sheykh Beshārat (persiska: شيخ بشارت) är en ort i Iran.   Den ligger i provinsen Kurdistan, i den nordvästra delen av landet, 300 km väster om huvudstaden Teheran. Sheykh Beshārat ligger 1 651 meter över havet och antalet invånare är 262.
Terrängen runt Sheykh Beshārat är kuperad norrut, men söderut är den platt. Runt Sheykh Beshārat är det ganska glesbefolkat, med 23 invånare per kvadratkilometer. Närmaste större samhälle är Chālāb, 6,1 km norr om Sheykh Beshārat. Trakten runt Sheykh Beshārat består i huvudsak av gräsmarker.